# Китаками
Китаками (на японски: 北上川, Kitakami-gawa) е река в Япония, в североизточната част на остров Хоншу, вливаща се в залива Исиномаки на Тихия океан. Дължината ѝ е 249 km, а площта на водосборния ѝ басейн – 10 150 km². Река Китаками води началото си на 1064 m н.в. от западния склон на планината Китаками. В най-горното си течение тече в северозападна посока в тясна планинска долина, а след град Ивате и до устието си от север на юг – в дълбока тектонска долина между планината Китаками на изток и хребета Оу на запад. Влива се от север в залива Исиномаки на Тихия океан в чертите на пристанищния град Исиномаки. Основните ѝ притоци са Саругаиси (ляв) и Вака (десен). Има снежно-дъждовно подхранване с ясно изразено пролетно-лятно пълноводие. Средният годишен отток в долното ѝ течение е 391 m³/s. В горното ѝ течение е изградена каскада от 5 мощни ВЕЦ-а. В долното си течение по време на пълноводие е плавателна за плитко газещи речни съдове. Долината ѝ е гъсто населена, като най-големите селища са градовете Ивате, Мориока, Ханамаки, Китаками, Мидзусава, Итиносеки, Исиномаки.